# Senhit

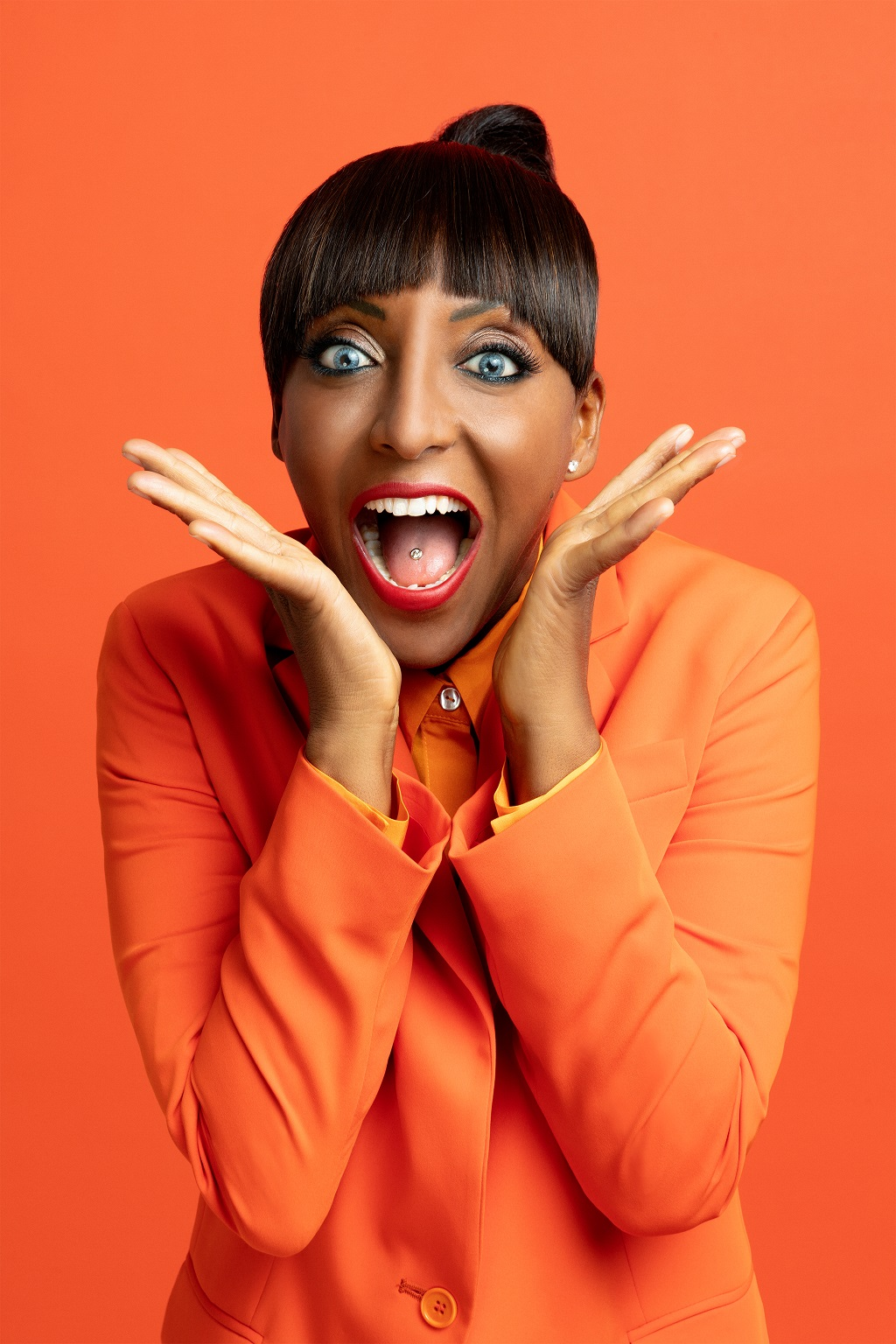
Senhit, 2019

Senhit Zadik Zadik (* 1. Oktober 1979 in Bologna, Italien), bekannt unter dem Künstlernamen Senhit (früher Senit), ist eine italienische Popsängerin eritreischer Abstammung. Sie vertrat 2011 und 2021 San Marino beim Eurovision Song Contest.

## Leben
Senhit wuchs mit ihren eritreischen Eltern in der norditalienischen Stadt Bologna auf, suchte sich aber schon zu Beginn ihrer Karriere 1999 Engagements in Deutschland und der Schweiz. So wirkte sie unter anderem an Musicalaufführungen von Fame, Hair und 2001 Der König der Löwen mit. Im Jahr 2002 kehrte sie schließlich wieder nach Italien zurück und veröffentlichte dort 2006 und 2007 ihre ersten beiden Alben Senit und Un tesoro è necessariamente nascosto. 2009 folgte ihr englischsprachiges drittes Album So high. 2017 veröffentlichte sie das Album Hey Buddy.
Im Februar 2011 wurde sie als Teilnehmerin für San Marino beim Eurovision Song Contest (ESC) im Mai 2011 in Düsseldorf präsentiert. Es war die zweite ESC-Teilnahme für das Land. Mit dem englischsprachigen Titel Stand By gelang es ihr aber nicht, sich für das Finale zu qualifizieren.
Im Februar 2020 wurde bekannt gegeben, dass Senhit San Marino beim Eurovision Song Contest 2020 in Rotterdam vertreten wird. Ihr Song Freaky! wurde bei einer Online-Abstimmung ausgewählt. Der Wettbewerb musste allerdings wegen der COVID-19-Pandemie abgesagt werden. Sie wurde für den folgenden Eurovision Song Contest jedoch vom san-marinesischen Fernsehsender SMRTV erneut ausgewählt, das Land zu vertreten. Dort trat sie im zweiten Halbfinale mit dem Song Adrenalina zusammen mit dem Rapper Flo Rida an und erreichte das Finale, dort landete das Duo schließlich mit 50 Punkten auf dem 22. Platz.

## Diskografie

### Alben
- 2006: Senit
- 2007: Un tesoro è necessariamente nascosto
- 2009: So High
- 2017: Hey Buddy

### Singles
- 2005: La mia città è cambiata
- 2005: La cosa giusta
- 2005: In mio potere
- 2007: La faccia che ho
- 2007: Io non dormo
- 2009: Work Hard
- 2009: No More
- 2010: Party on the Dance Floor
- 2011: Stand By
- 2011: Through the Rain
- 2013: One Stop Shop
- 2017: Something on your mind
- 2020: Freaky!
- 2020: Breathe
- 2021: Adrenalina